# Epharmottomena costiplaga
Epharmottomena costiplaga är en fjärilsart som beskrevs av W. Warren 1903. Epharmottomena costiplaga ingår i släktet Epharmottomena och familjen nattflyn. Inga underarter finns listade i Catalogue of Life.